# At San Quentin
At San Quentin je live koncert Johnnyja Casha pred zatvorenicima u Državnom zatvoru San Quentin. Osim što je objavljen kao album, snimala ga je i Granada Television.
Na originalnom LP izdanju, redoslijed pjesama je promijenjen, a nekoliko pjesma je skraćeno, vjerojatno zbog nedostatka prostora. Unatoč naslovu na CD izdanju iz 2000., na njemu ne postoji cijeli koncert, ali sadrži neke dodatne pjesme i redoslijed koji odgovara stvarnoj set listi. Pjesme koje su izvedene, ali ne i objavljene su "Jackson" i "Orange Blossom Special". Ipak, uključene su u video izdanje koncerta.
Legacy Recordings je 2006. objavio luksuzno izdanje koncerta nazvano At San Quentin - Legacy Edition. U box-setu su se našla dva CD-a s 31 pjesmom, od kojih 13 prije nije bilo objavljeno, uz DVD s originalnim dokumentarcem. Postoje i iskreni intervjui sa zatvorenicima i stražarima koji su bili prisutni za vrijeme snimanja Johnny Cash Showa.

## Popis pjesama

### Originalno izdanje
Strana 1
1. "Wanted Man" (Bob Dylan)
2. "Wreck of the Old 97"* (aranžman: Cash, Bob Johnston, Norman Blake)
3. "I Walk the Line"
4. "Darling Companion" (John Sebastian)
5. "Starkville City Jail"

Strana 2
1. "San Quentin"
2. "San Quentin"
3. "A Boy Named Sue" (Shel Silverstein)
4. "(There'll Be) Peace in the Valley" (Thomas A. Dorsey)
5. "Folsom Prison Blues"

### CD reizdanje (2000.)
1. "Big River" – 1:56
2. "I Still Miss Someone" (J. Cash, Roy Cash Jr.) – 1:52
3. "Wreck of the Old 97"* (aranžman: Cash, Johnston, Blake) – 2:05
4. "I Walk the Line" – 3:29
5. "Darlin' Companion" (Sebastian) – 3:21
6. "I Don't Know Where I'm Bound" (T. Cuttie) – 2:24
7. "Starkville City Jail" – 6:15
8. "San Quentin" – 4:07
9. "San Quentin" – 3:13
10. "Wanted Man" (Dylan) – 3:24
11. "A Boy Named Sue" (Silverstein) – 3:59
12. "(There'll Be) Peace in the Valley" (Dorsey) – 2:30
13. "Folsom Prison Blues" – 4:24
14. "Ring of Fire" (June Carter, Merle Kilgore) – 2:07
15. "He Turned the Water Into Wine" – 4:01
16. "Daddy Sang Bass" (Carl Perkins) – 2:43
17. "The Old Account Was Settled Long Ago" (L.R. Dalton) – 2:16
18. "Closing Medley: Folsom Prison Blues/I Walk the Line/Ring of Fire/The Rebel-Johnny Yuma" (Cash)/(Cash)/(Carter, Kilgore)/(R. Markowitz, A. Fenady) – 5:08

### Izdanje Legacyja (2006.)
Disk 1
Carl Perkins
1.  "Blue Suede Shoes" (Carl Perkins) - 3:52
The Statler Brothers
2.  "Flowers On The Wall" - 3:27
The Carter Family
3.  "The Last Thing on My Mind" (Tom Paxton) - 3:34
4.  "June Carter Cash Talks To The Audience" - 2:41
5.  "Wildwood Flower" (Maud Irving, Joseph Philbrick Webster) - 3:49
Johnny Cash
6.  "Big River" - 1:43
7.  "I Still Miss Someone" - 1:50
8.  "Wreck of the Old 97"* (aranžman: Cash, Johnston, Blake) - 3:24
9.  "I Walk the Line" - 2:28
10. "Medley: The Long Black Veil/Give My Love To Rose" (Danny Dill, Marijohn Wilkin) - 4:06
11. "Folsom Prison Blues" - 3:00
12. "Orange Blossom Special" (Ervin T. Rouse) - 3:03
Johnny Cash, June Carter Cash i Carl Perkins
13. "Jackson" (Jerry Leiber, Billy Edd Wheeler) - 3:23
14. "Darlin' Companion" (Sebastian) - 2:24
The Carter Family i Carl Perkins
15. "Break My Mind" - 2:56
Johnny Cash i Carl Perkins
16. "I Don't Know Where I'm Bound" - 5:14
17. "Starkville City Jail" - 3:32
Disk 2
1.  "San Quentin" - 4:09
2.  "San Quentin" - 3:13
3.  "Wanted Man" (Dylan) - 3:29
Carl Perkins
4.  "Restless" (Perkins) - 3:54
Johnny Cash i Carl Perkins
5.  "A Boy Named Sue" - 3:45
6.  "Blistered" - 1:46
Johnny Cash, The Carter Family i Carl Perkins
7.  "(There'll Be) Peace in the Valley" (Dorsey) - 3:14
Carl Perkins
8.  "The Outside Looking In" - 3:00
The Statler Brothers & Carl Perkins
9.  "Less Of Me" - 2:45
Johnny Cash, The Carter Family i Carl Perkins
10. "Ring Of Fire" (Carter, Kilgore) - 2:07
Johnny Cash, The Carter Family, The Statler Brothers i Carl Perkins
11. "He Turned The Water Into Wine" - 4:01
12. "Daddy Sang Bass" - 2:43
13. "The Old Account Was Settled Long Ago" (Dalton) - 2:16
14. "Closing Medley: Folsom Prison Blues (June Carter Cash)/I Walk The Line (The Carter Family)/Ring Of Fire (The Statler Brothers)/Folsom Prison Blues (Carl Perkins)/The Rebel - Johnny Yuma (Johnny Cash)/Folsom Prison Blues (Johnny Cash)" - 5:08
Disk 3 (DVD)
Originalni dokumentarac iz 1969. koji je producirala Granada TV 1969. bilježi Cashov povijesni koncert uz maksimalnu razinu zaštite. Uključuje materijal s koncerta i izrezanu izvedbu hita "A Boy Named Sue". Sadrži i pojedinačne intervjue s nekoliko stražara i zatvorenika koji govore o svojim iskustvima iza rešetaka. (Trajanje: oko 60 minuta)

## Izvođači
- Johnny Cash - vokali, gitara
- June Carter Cash - vokali
- Carter Family - vokali
- Marshall Grant - bas
- W.S. Holland - bubnjevi
- Carl Perkins - električna gitara
- Bob Wootton - električna gitara
- The Statler Brothers - vokali

## Ljestvice
Album - Američke Billboard ljestvice
| Godina | Ljestvica      | Pozicija |
| ------ | -------------- | -------- |
| 1969.  | Country albumi | 1        |
| 1969.  | Pop albumi     | 1        |

Singlovi - Američke Billboard ljestvice
| Godina | Singl             | Ljestvica        | Pozicija |
| ------ | ----------------- | ---------------- | -------- |
| 1969.  | "A Boy Named Sue" | Country singlovi | 1        |
| 1969.  | "A Boy Named Sue" | Pop singlovi     | 2        |

## Vanjske poveznice
- Podaci o albumu i tekstovi pjesama
- At San Quentin – Legacy Edition